# European Physical Journal
European Physical Journal (або EPJ) — спільне видання EDP Sciences, Springer Science+Business Media та Società Italiana di Fisica. Журнал виник у 1998 внаслідок злиття Acta Physica Hungarica, Anales de Física, Czechoslovak Journal of Physics, Il Nuovo Cimento, Journal de Physique, Portugaliae Physica та Zeitschrift für Physik. Його численні секції покривають усі розділи фізики.

## Історія
У кінці 1990-их Springer та EDP Sciences вирішили об'єднати Zeitschrift für Physik та Journal de Physique. Коли до гурту додався Il Nuovo Cimento, що належав Societa Italiana di Fisica, у січні 1998 почав виходити European Physical Journal. Тепер до EPJ є продовженням Acta Physica Hungarica, Anales de Fisica, Czechoslovak Journal of Physics, Il Nuovo Cimento, Journal de Physique, Portugaliae Physica та Zeitschrift für Physik.
У 2011-му до European Physical Journal приєдналося сімейство журналів відкритого доступу PhysMath Central, що пропонували вільний доступ ще з 2006.

## Тематика
EPJ публікує статті в таких секціях:
- European Physical Journal A: Адрони та ядра
- European Physical Journal AM: Прикладні метаматеріали
- European Physical Journal AP: Прикладна фізика
- European Physical Journal B: Конденсоване середовище та складні системи
- European Physical Journal C: Частинки та поля
- European Physical Journal D: Атомна, молекулярна фізика та фізика плазми
- European Physical Journal Data Science: Наука про дані
- European Physical Journal E: М'яка матерія та біологічна фізика
- European Physical Journal H: Історична перспектива на сучасну фізику
- European Physical Journal N: Ядерна фізика та техніка
- European Physical Journal NBP: Нелінійна біомедична фізика
- European Physical Journal Plus
- European Physical Journal PV: Фотовольтаїка
- European Physical Journal QT: Квантова технологія
- European Physical Journal ST: Спеціальні теми
- European Physical Journal TI: Техніка та інструменти
- European Physical Journal WOC: Web of Conferences: журнал матеріалів конференцій[4]